# Confederación General Económica
La Confederación General Económica es una entidad empresaria nacional de cuarto grado argentina conformada por confederaciones nacionales y federaciones empresarias de las diferentes provincias que componen el país, representativas de las cámaras y centros de comercio de cada localidad. Su objetivo es la defensa de las Pequeñas y Medianas Empresas nacionales (pymes). Fue fundada el 16 de agosto de 1952 por José Ber Gelbard. Actualmente la preside Roberto Marquinez.

## Objetivos
Sus objetivos estratégicos son el desarrollo de la industria, el comercio y los servicios conformado por capitales nacionales, la regionalización de las economías, articular las diferentes cadenas de valor en cada región agregando eslabones del conocimiento a través de universidades e institutos de tecnología, la promoción de las nuevas tecnologías entre los empresarios nacionales pymes y su capacitación en conjunto con sus trabajadores, la promoción de la industria pesada como factor de impulso a pymes proveedores, promover la logística, fomentar el consumo de productos de fabricación nacional, impulsar las industrias estratégicas, y fortalecer el crecimiento económico del país mediante un mercado interno pujante y las exportaciones competitivas con alto valor agregado.

## Historia

### Fundación
Previo a su creación existía la Federación Económica del Noroeste Argentino, fundada en 1948 durante el Primer Congreso Económico del Noroeste con el apoyo de José Gelbard desde la Federación Económica Tucumana y la Asociación Argentina de la Producción, la Industria y el Comercio.
La creación de la CGE fue apoyada y hasta acelerada por Juan Domingo Perón luego de su reelección, y aunaba a los empresarios de la Confederación Económica Argentina, quienes eran partidarios del gobierno pero contrarios a la conformación de empresas en el interior del país y a José Gelbard, y a la Confederación Argentina de la Producción, la Industria y el Comercio, fundada en 1950 en el Noroeste argentino durante el Segundo Congreso Económico.
Esta primera confederación presentaba una defensa del nacionalismo económico, un Estado moderadamente intervencionista en la economía y el concepto de función social de la empresa.

### Dictaduras de Lonardi y Aramburu
Poco después del golpe de Estado de 1955 la CGE fue declarada ilegal e intervenida militarmente. Volvió a aparecer en 1958 pero representando casi exclusivamente a industriales de empresas medianas y pequeñas; casi no tenía representación entre los comerciantes y otros. Sectores oligopólicos crearon la Asociación Coordinadora de Instituciones Empresarias Libres, marcadamente opositora a la CGE, aunque no lograron eliminar esta Confederación.

### Presidencias de Frondizi, Guido e Illia
María Seoane se refirió a la relación de Gelbard con Arturo Frondizi:

Años más tarde, en una entrevista [...], Frondizi admitió que Gelbard fue "una pieza clave" para armar el pacto con Perón. Que Perón llegó a sugerirle su nombre para ocupar el Ministerio de Economía y que fue la persona de su "mayor confianza" que le recomendó consultar sobre temas empresariales. "Perón creía que Gelbard era una especie de genio autodidacta, y que su lealtad con la propuesta peronista iba más allá del propio Perón. Me mandó a decir una vez 'aunque no sea un justicialista, Gelbard es más fiel a mi proyecto que muchos justicialistas'".

Durante esta época la CGE se mostró moderadamente opositora a los planes económicos del gobierno, señalándolos como liberales y favorables a los oligopolios. En consecuencia, adoptó la representación del empresariado del interior del país y de la pequeña y mediana industria; y presentó programas económicos centrados en la redistribución del ingreso y la protección a la actividad económica nacional.
En julio de 1958 su Instituto de Investigaciones Económicas y Financieras convocó al Movimiento de Unidad y Coordinación Sindical, a los treinta y dos gremios democráticos y a las 62 Organizaciones Peronistas a elaborar un plan económico.
En 1962 la CGT y la CGE elaboraron en conjunto una plataforma y un plan de acción ante la grave crisis económica que propiciaba incrementos salariales, el fortalecimiento de las empresas nacionales (privadas y estatales) y la expansión del mercado interno. Este plan luego se conoció con el nombre de Pacto Social. En forma adicional a este Pacto se proponía la elaboración de un Programa Decenial orientado al desarrollo de la economía argentina.

### Dictaduras de Onganía, Levingston y Lanusse
Con el golpe de Estado del 28 de junio de 1966 y las medidas de Krieger Vasena la CGE comenzó una etapa fuertemente opositora, con cuestionamientos a la desnacionalización de la banca, la venta de empresas nacionales a capitales extranjeros y la ausencia de créditos para las pyme. También presentó críticas a la política centrista del gobierno, que solo benefició económicamente a Buenos Aires y al litoral.
Fue durante esta época cuando en el seno de la CGE se comenzó a hablar de un proyecto nacional y popular; Gelbard señalaba públicamente que para alcanzar esa meta era necesario lograr la unidad nacional. Gelbard por entonces logró vínculos con la Democracia Cristiana, la Unión Cívica Radical del Pueblo, la Unión Cívica Radical Intransigente, en pos de objetivos económicos en común; las dirigencias de estos partidos políticos reconocían en la CGE a un interlocutor de importancia, algo reconocido inclusive por el dictador Agustín Lanusse.
A mediados del año 1971 la agrupación La Hora del Pueblo se mostró a favor de algunas propuestas económicas manadas de la CGE: pleno empleo, redistribución del ingreso, planificación económica y social, racionalización presupuestaria materializada en planes trienales, reforma agraria, intervención del Estado en el desarrollo industrial y sustitución de importaciones. La dirigencia de la CGE entregó al dictador Lanusse un memorial donde se hacía un llamamiento a los empresarios y trabajadores para lograr una concertación socioeconómica complementaria al acuerdo que el gobierno impulsaba.
Al acercarse las elecciones la CGE estrechó sus vínculos con el Partido Justicialista y la CGT, manteniendo siempre el diálogo con otras fuerzas políticas y el ala nacionalista de las Fuerzas Armadas. Durante el Gran Acuerdo Nacional, Gelbard ofició de interlocutor entre el dictador Lanusse y Juan Domingo Perón quien, entre 1971 y 1972, indicó a Gelbard mantener reuniones con José Ignacio Rucci, con el fin de elaborar programas económicos. Antonio Cafiero, a quien Perón pidió consultar, era el principal oponente a Gelbard para la conducción de la economía, pero quedó relegado y perdió la bendición de Perón al reunirse con Lanusse.
En 1972 ambas confederaciones, la CGT y la CGE, elaboraron un documento que diagnosticaba los problemas económicos del país y presentaba propuestas para solucionarlos. La dictadura militar aceptó este documento, prometiendo utilizarlo como instrumento para cambiar el rumbo de la economía; Perón, por su parte, implementó los puntos de ese documento en sus "Bases mínimas para el acuerdo de reconstrucción nacional" que finalmente envió a Lanusse en octubre de 1972.
En diciembre de ese año la CGE, la CGT, el Movimiento Nacional Justicialista, la UCR, el MID, el Partido Revolucionario Cristiano, el Partido Intransigente (con Oscar Alende a la cabeza), el Partido Popular Cristiano, el Partido Conservador Popular, la Unión del Pueblo Argentino y la Federación de Partidos del Interior lograron un acuerdo llamado las "Coincidencias Programáticas", donde acentuaban que la política económica argentina había ahondado en la dependencia externa.

### Presidencias de Cámpora, Perón y Estela Martínez
En marzo de 1973 la CGE presentó las "Sugerencias del empresariado nacional para un programa de gobierno" que luego sería, apenas con mínimas variaciones, el programa de Héctor José Cámpora en la presidencia; un compendio de las diversas estrategias y proyectos nacionales y populares pergeñados en los ámbitos académicos y políticos desde la década de 1960.
En abril de ese año Gelbard renuncia a la presidencia de la CGE para ponerse al frente del Ministerio de Economía y lo sucede en el cargo Julio Bronner.
El 30 de mayo los representantes de la CGT, la CGE y el Estado, José Ignacio Rucci, Julio Bronner y José Gelbard respectivamente, firman un documento conocido como "Acta del Compromiso Nacional para la Reconstrucción, Liberación Nacional y la Justicia Social", que comprendía un paquete de 19 proyectos de ley que se enviarían al Congreso con el apoyo explícito de todos estos actores.
Entre agosto y diciembre se firman el "Acta de Compromiso del Estado", el "Acta de Compromiso del Estado y los Productos para una política concertada de expansión agropecuaria y forestal" y se firma una ley llamada "Plan Trienal para la Reconstrucción y la Liberación Nacional".
Uno de los ejes de la política de concertación era el control de la inflación, que se percibía como catalizador de agitaciones sociales, y proponía una reducción equitativa de los ingresos para lograr la estabilidad monetaria.
El 10 de mayo de 1974 una delegación económica argentina, con el ministro Gelbard a la cabeza, arribó a Checoslovaquia para sentar las bases de un cuadro jurídico de cooperación entre Argentina y el Bloque del Este. Esta comitiva estaba compuesta oficialmente de 36 personas, entre ellos el presidente de la Cámara de Diputados, Raúl Lastiri, el senador Ítalo Luder, el presidente de la central sindicalista CGT, Julio Bronner y representantes de las Fuerzas Armadas. Esta fue la primera vez que la Unión Soviética participó en una licitación internacional.
Dos días después el primer ministro checoslovaco Lubomir Štrougal y José Ber Gelbard firmaron, en el Palacio Hrzán de Harasov, un comunicado checoslovaco - argentino en común, un contrato y protocolo de cooperación científica y técnica y un acuerdo de cooperación con la Confederación General Económica.
Luego de esa reunión la comitiva siguió viaje por Europa del Este, logrando quince acuerdos comerciales con cuatro países; según el mismo Gelbard, para neutralizar la presencia económica norteamericana en Argentina era necesario, en sus palabras:

dejar que los soviéticos desembarcaran en la Argentina con lo que sabían hacer mejor: represas y usinas, grandes fuentes de energía. Así, la URSS podría mandar sus hombres de la KGB, hacer pie en el Cono Sur con parte de su aparato de inteligencia, para enfrentar la amenaza de una ola contrarrevolucionaria, como se veía venir en Chile –gobernado por Allende– y como había ocurrido en el Uruguay, ya militarizado.

El primero de julio de 1974 falleció el presidente Juan Domingo Perón, quedando buena parte de estos acuerdos sin concretarse. Ante su féretro, y luego del pronunciamiento de discursos por parte de gobernadores y otras personalidades destacadas de la vida política de aquel entonces, el presidente de la CGE, Julio Broner, dijo una célebre frase:

La Argentina enfrenta con la muerte del general Perón uno de los instantes más difíciles de su historia.

Luego propuso como objetivos a seguir:

Hacer el máximo esfuerzo para evitar cualquier fisura en la unidad nacional, preservar el proceso institucional en cualquier circunstancia que se presente e impulsar las metas económicas y sociales del plan de reconstrucción nacional.

Cuatro días después Gelbard tuvo una reunión de gabinete en la que Isabel Martínez convocó a los líderes de la CGT, la CGE, Ricardo Balbín y a los tres comandantes generales del Ejército, la Marina y la Fuerza Aérea.
A partir de estos hechos comienza una etapa de contraofensiva de los sectores oligárquicos y antiperonistas; el entonces ministro de Bienestar Social, López Rega, fue el principal actor de esta nueva etapa, ya que había sido confirmado como secretario privado y además su puesto había sido elevado al rango de Secretaría de Estado con dependencia de la Presidencia, mientras retenía el Ministerio de Bienestar Social.

López Rega comienza una tarea de infiltración con agentes de la Triple A en los órganos peronistas y estatales; Ber Gelbard y otros integrantes de la CGE, de origen judío, son blanco de frecuentes ataques antisemitas desde esa organización. Trama entonces una alianza con el presidente del Banco Central, con UOM y la UOCRA para desplazar a Gelbard del Ministerio de Economía, lo que finalmente ocurre en octubre de 1974, debilitando, así, los proyectos económicos de la CGE.
En 1975 se conforma una nueva entidad empresarial clandestina: la Asociación Permanente de Entidades Gremiales Empresarias, que reunió la vieja base de la CGE, la UIA y la ACIEL bajo el mando de Martínez de Hoz. Esta institución en las sombras presentó un programa al ingeniero Celestino Rodrigo ese mismo año.
Una de las últimas intervenciones públicas de la CGE antes de la inminente dictadura militar fue la elaboración de un plan de emergencia económica, entregado a Estela Martínez de Perón, en el que indicaban la renegociación de los cerca de 10 000 millones de dólares de la deuda externa en un contexto de escasas reservas en el Banco Central y con vencimientos a corto plazo.

### Dictadura militar de 1976 a 1983
A pocas horas del golpe de Estado del 24 de marzo de 1976 se decidió la intervención militar de la CGT y de la CGE; privando a esta de su personería jurídica y de su patrimonio, mediante la ley 21 270. José Ber Gelbard, expresidente de la entidad, debió exiliarse en Estados Unidos, donde falleció al poco tiempo. Julio Bronner, quien sucedió a Gelbard en la presidencia de la entidad, también debió partir al exilio, a Venezuela, donde comandos militares argentinos intentaron secuestrarlo. En general sobre sus líderes pesaban órdenes internacionales de captura.
El 2 de mayo de 1977 el general Horacio Liendo, ministro de Trabajo del gobierno militar, anunció la inminente disolución de la Confederación General Económica. Al disolverse esta entidad, quedaron solo el Movimiento de Unidad Industrial (MUI) y el Movimiento Empresario del Interior (MEDI) como representantes gremiales de las pequeñas y medianas empresas.

### Presidencia de Raúl Alfonsín
Durante el mes de septiembre de 1984 el gobierno de Raúl Alfonsín devolvió la personería y los bienes a la Confederación General Económica.
En febrero de 1986 la CGE, presidida por entonces por Rafael Kohanoff, le presentó al presidente Alfonsín una propuesta económica elaborada a partir de otra propuesta presentada un mes antes por la UIA, en la que agregaba las bases de una política de sustitución de importaciones con distintos niveles de protección regional; en este documento, además, señalaban al estancamiento de la economía y a la recesión como artífices del desaliento a la inversión productiva, y no tanto de la inflación.

### Presidencia de Fernando de la Rúa
En junio de 1998 fue elegido César Tortorella como su presidente, y Raúl Enrique Vivas como su vicepresidente.
En junio de 2000 se eligió como presidente de la confederación a Raúl Vivas, quien ese mismo día fue recibido por el presidente de la Unión Cívica Radical, el expresidente Raúl Alfonsín.

### Presidencia de Néstor Kirchner
El 10 de diciembre de 2003 se eligió como presidente a Ricardo Faerman.
El 16 de agosto de 2005 el expresidente Raúl Alfonsín, durante un acto por la celebración del Día del Empresario Nacional en el edificio de la CGE y con Ricardo Faerman como presidente de esta entidad, pronunció una frase luego muy recordada:

Los precios suben por el ascensor y los salarios por la escalera.

El 3 de septiembre de 2007 asumió Daniel Millaci, un empresario del sector del autotransporte, la presidencia de la CGE.

## Lugar histórico

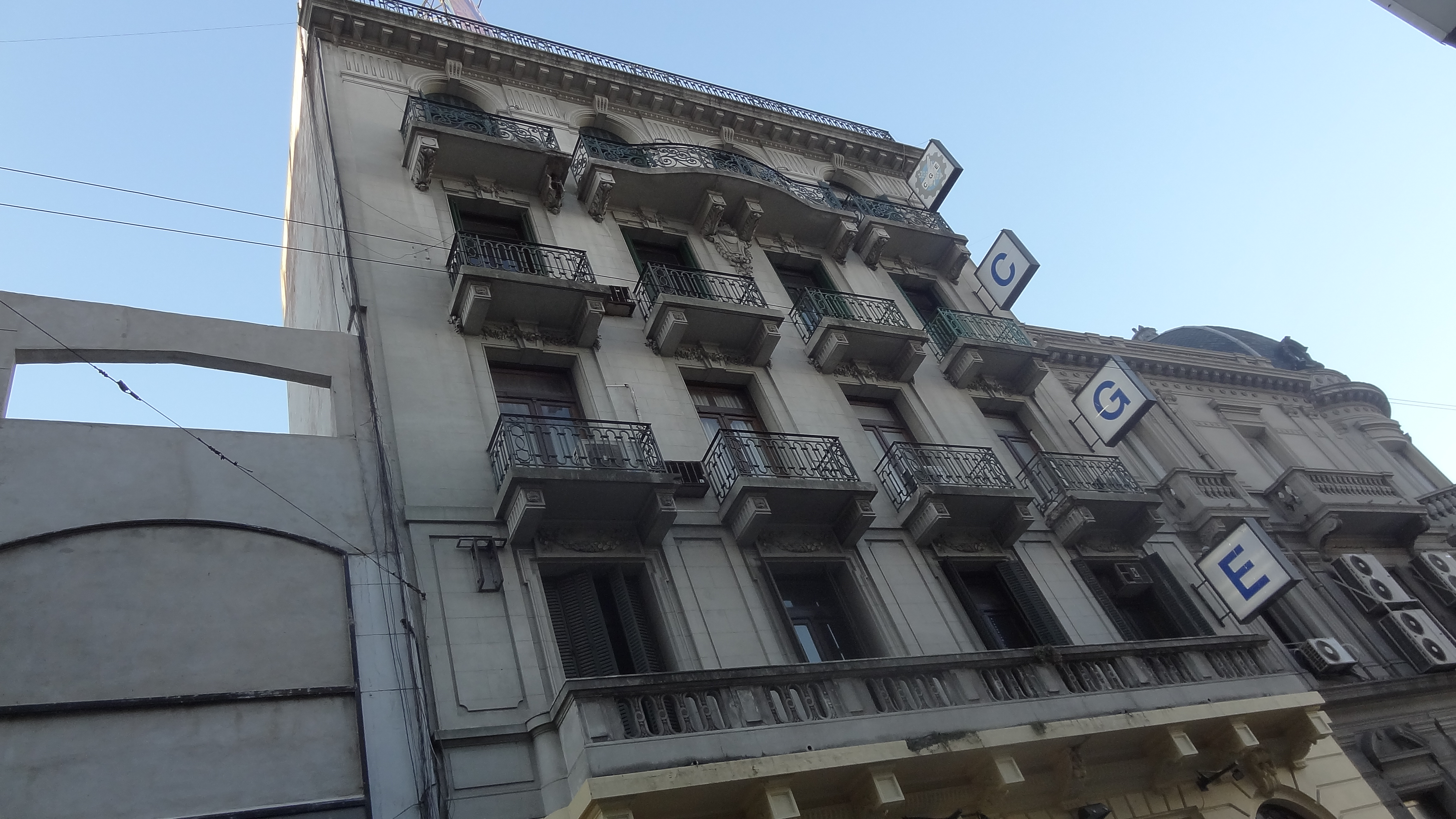
Edificio de la Confederación General Económica

El 27 de abril de 2010, mediante publicación en el Boletín Oficial del decreto 523/2010, se declaró Lugar Histórico la sede de la Confederación, ubicada en la avenida Rivadavia número 1115 de la ciudad autónoma de Buenos Aires.

## Día del Empresario Nacional
El 17 de diciembre de 2014 el Congreso de la Nación Argentina aprobó el proyecto de ley 27 108, que fue promulgado el 20 de enero de 2015. Esta ley indica que todos los días 16 de agosto se conmemora el Día del Empresario Nacional en honor a la fundación de la Confederación General Económica.